# Martin Biastoch
Martin Biastoch (* 3. März 1965 in Lebenstedt) ist ein deutscher Altphilologe und Historiker in Göttingen.

## Leben und Wirken
Biastoch wuchs in Wolfenbüttel auf und besuchte dort das humanistische Gymnasium Große Schule. Nach dem Abitur studierte er ab 1984 an der Eberhard Karls Universität Tübingen Geschichtswissenschaft und Klassische Philologie. 1985 wurde er im Corps Borussia Tübingen recipiert. Mit einem Stipendium der griechischen Regierung forschte er 1989 am Institute of Balkan Studies (IMXA) in Thessaloniki. 1990/91 legte er in Tübingen das Erste Staatsexamen in den Fächern Griechisch, Latein und Geschichte ab. 1991 erhielt er die Klinggräff-Medaille des Verbandes Alter Corpsstudenten. 1993 wurde er bei Dieter Langewiesche in Tübingen aufgrund einer sozialgeschichtlichen Dissertation zu den Studenten in Tübingen während des Deutschen Kaiserreiches zum Dr. phil. promoviert. Nach dem Referendariat in Göttingen bei Rainer Nickel legte er dort 1996 das Zweite Staatsexamen ab.
Als Gymnasiallehrer unterrichtete er an der Bergschule St. Elisabeth in Heilbad Heiligenstadt, an der Großen Schule in Wolfenbüttel und am Gymnasium Andreanum in Hildesheim und ab 2001 am Max-Planck-Gymnasium in Göttingen. Von 2008 bis 2015 war er stellvertretender Landesvorsitzender des Niedersächsischen Altphilologenverbandes. Er ist stellvertretender Vorsitzender des Vorstands der Göttinger Freunde der antiken Literatur.
Biastoch initiierte in Griechenland regelmäßig Gespräche seiner Schüler mit bekannten Persönlichkeiten. So kam es zu Gesprächen mit dem Musiker Mikis Theodorakis, der Bürgermeisterin von Athen und späteren Außenministerin Dora Bakogianni, der Journalistin der Zeitung Kathimerini Ioanna Fotiadi und dem Schriftsteller Petros Markaris. In Göttingen organisierte er anlässlich des 90. Geburtstages von Mikis Theodorakis 2015 zusammen mit Asteris Koutoulas eine Aufführung des Hybrid-Films Recycling Medea. Auf Einladung des Göttinger Archäologen Daniel Graepler war Biastoch 2003 durch pädagogische und schulpraktische Beratung am Aufbau von VIAMUS – Virtuelles Antikenmuseum beteiligt. 2018 gründete er mit unter anderem Michael Job, Detlev Schild, Francesca Rigotte und Michael Rickmann die europäische Genossenschaft epiStoa – European Values and Languages. Zusammen mit dem Mediävisten Fidel Rädle hat Biastoch im Jahr 2019 eine lateinische Stadtführung durch Göttingen herausgegeben.

## Veröffentlichungen (Auswahl)

### Bücher
- Zur Propaganda des Augustus. Planung, Durchführung und Evaluation einer Unterrichtseinheit in der Gymnasialen Oberstufe. München 1995, ISBN 978-3-638-93098-7.
- Duell und Mensur im Kaiserreich (am Beispiel der Tübinger Corps Franconia, Rhenania, Suevia und Borussia zwischen 1871 und 1895). SH-Verlag, Schernfeld 1995, ISBN 978-3-89498-020-7.
- Tübinger Studenten im Kaiserreich. Eine sozialgeschichtliche Untersuchung (= Contubernium – Tübinger Beiträge zur Wissenschaftsgeschichte. Band 44). Dissertation. Thorbecke, Sigmaringen 1996, ISBN 978-3-515-08022-4.
- Rom und die Römer – Latein kann ich auch. Kopiervorlagen für Kinder. Vandenhoeck & Ruprecht, Göttingen 2008, ISBN 978-3-525-79011-3.
- Das Concilium Germanicum an der Großen Schule in Wolfenbüttel 1910–2010. Ein Beitrag zur Wolfenbütteler Bildungsgeschichte. Essen 2010, ISBN 978-3-939413-09-7.
- Ciceros Laelius de amicitia. Klett, Stuttgart 2012, ISBN 3-12-623166-7.
- mit Fidel Rädle: Extra Gottingam vel periegesis civitatis Gottingensis. Ein lateinischer Gang durch Göttingen. Independent Publishing, Göttingen 2019, ISBN 978-1-67066-408-2.

### Aufsätze
- Jüdische Studenten und studentischer Antisemitismus 1919 bis 1922 in Tübingen. Einst und Jetzt, Bd. 38 (1993), S. 249–252.
- Studenten und Universitäten im Kaiserreich – Ein Überblick. In: Marc Zirlewagen (Hrsg.): „Wir siegen oder fallen“. Deutsche Studenten im Ersten Weltkrieg. SH-Verlag, Köln 2008, ISBN 978-3-89498-189-1, S. 11–24.
- Die Corps im Kaiserreich – Idealbild einer Epoche? In: „Wir wollen Männer, wir wollen Taten“ – Deutsche Corpsstudenten 1848 bis heute, hrsg. von Rolf Joachim Baum, Siedler Verlag, Berlin 1998, ISBN 978-3-88680-653-9, S. 111–132.
- Platon, Gorgias 523 a–b. Methodische Aufbereitung schwieriger griechischer Texte. In: Der Altsprachliche Unterricht 5/2006, S. 48–53.
- Das Hermannsdenkmal – Metamorphose eines Verräters. In: Der Altsprachliche Unterricht 2+3 (2010) S. 92–96.
- Si paradisus terrestris in aliqua sit terrae parte – Amerika und seine Ureinwohner in Texten der Renaissance. In: Der Altsprachliche Unterricht 1 (2011), S. 52–55.
- Tonträger. In: Methodische Elemente des Unterrichts: Sozialformen, Aktionsformen, Medien. (Hrsg. von Julia Drumm), Vandenhoeck & Ruprecht, Göttingen 2007, ISBN 978-3-525-40003-6, S. 161–179.